# Mariana Notarângelo
Mariana Notarângelo da Fonseca (Duque de Caxias, Rio de Janeiro, 1991 ou 1992) é uma modelo que ficou famosa após vencer o concurso de Miss Mundo Brasil 2012 e ter ficado na quinta colocação do Miss Mundo 2012. Tem na bagagem uma coleção de faixas e coroas, tendo vencido dois dos quatro concursos internacionais em que participou.

## Concursos

### 2009
Miss Mundo Rio de Janeiro
- Em julho do mesmo ano Mariana foi coroada como a nova Miss Mundo Rio de Janeiro. Ela representou a cidade de Duque de Caxias. Não tem informações de quantas candidatas disputaram a coroa. Nayara Lima corou sua sucessora. [1]

Miss Mundo Brasil
- Ela competiu em 26 de julho no Miss Mundo Brasil 2009 e venceu a prova Beach Beauty, que deu a mesma a chance de permanecer entre as semifinalistas da competição. Tendo permanecido entre as dezesseis semifinalistas, a carioca foi convidada pela organização do concurso nacional para competir em um certame internacional. [2]

Miss Caribes Hibiscus
- No concurso que elegia a melhor candidata do Pacífico, com a participação de pouco mais de quinze candidatas, Mariana não conseguiu classificação. A vitória foi de Yoly Hawley de São Martin. Nem por isso a carioca se deixou abalar, ela foi convidada novamente pela organização nacional para competir em um outro concurso internacional. [3]

### 2010
Rainha Internacional do Café
- A carioca concorreu ao título de Rainha Internacional do Café em Machala, na Colômbia no dia 9 de janeiro de 2010. Participaram do concurso mais de quinze candidatas de quase toda a América Latina. Mariana foi coroada pela vencedora de 2009, a colombiana Alejandra Mesa Estrada.[4][5]

### 2011
Global Beauty Queen
- Devido ao seu ótimo desempenho no concurso latino, Notarângelo foi convidada novamente pela organização do Miss Mundo Brasil para competir no Global Beauty Queen 2011. Aceitando, ela tornou a nova Global Beauty Queen Brasil. Mariana conquistou novamente, com sucesso, sua segunda vitória internacional. Ela venceu mais de cinquenta países que competiram pela coroa na Coreia do Sul, em 10 de maio do mesmo ano. [6]

### 2012
Miss Mundo Rio de Janeiro
- Devido à aproximação da data do concurso internacional de Miss Mundo 2012, a organização da competição nacional não fez propriamente um concurso e sim uma seleção que definiria somente seis finalistas. Para serem selecionadas, todas as participantes das últimas edições e que não tenham sido eleitas tinham que enviar diversos vídeos mostrando seus talentos, passarela e oratória. Mariana foi a única candidata do Rio de Janeiro que chegou a final televisionada, tornando-se assim a Miss Mundo Rio de Janeiro 2012.

Miss Mundo Brasil
- As seis finalistas foram escolhidas, seis distintos estados: Amapá, Pernambuco, Rio de Janeiro, Rio Grande do Sul, São Paulo e Tocantins. Todas viajaram para Porto Alegre, no Rio Grande do Sul para disputar o título na final televisionada pela Rede Pampa de Televisão e pela UOL TV. Mariana conseguiu destaque e foi eleita como a nova detentora do título nacional. [7]

Miss Mundo
- Do Rio de Janeiro para o mundo, Mariana foi até Sanya, na República Popular da China, disputar o título máximo de beleza do mundo, o Miss Mundo 2012. Antes da final, a brasileira ficou entre as semifinalistas da prova Performing Talent, obteve um quinto lugar na prova classificatória Top Model e um quarto lugar na de Beach Fashion. Considerada uma das favoritas a levar a coroa, quase correspondeu as expectativas. Passou pela trinta, depois chegou às vinte, pulou as dez e permaneceu entre as sete finalistas do certame, mais precisamente no 5º. Lugar. A chinesa Wen Xia Yu foi a grande vencedora. [8]